# Se t'amo o no
Se t'amo o no è una canzone della cantante romana Syria, pubblicato come singolo nell'estate 2000. Il singolo anticipa l'uscita del terzo album della cantante Come una goccia d'acqua.

## Descrizione
Musica e testo del brano sono stati scritti dal cantautore Biagio Antonacci.
Il brano Se t'amo o no è uno dei più suonati dell'estate 2000 (anche per via delle sue partecipazione al Festivalbar di quell'anno e ad altre manifestazioni canore) e l'album di cui fa parte viene certificato con il disco d'oro.
Il ritornello ricorda molto casualmente quello della canzone Che vita è di Irene Grandi del 1997.

## Tracce
1. Se t'amo o no
2. Se t'amo o no (strumentale)

## Classifiche
| Paese  | Posizione raggiunta |
| ------ | ------------------- |
| Italia | 20                  |